# Transports dans la Gironde
Les transports dans le département français de la Gironde sont largement concentrés sur la métropole de Bordeaux, carrefour autoroutier et ferroviaire de premier plan, doté d'un dense réseau de transports en commun, d'un grand port maritime et d'un des principaux aéroports français. Malgré l'étendue du département, le premier de métropole par la superficie, l'influence bordelaise est prépondérante partout : de nombreux axes de transport relient Bordeaux au reste du département, mais aucun axe structurant ne relie les villes secondaires entre elles — Arcachon, Libourne, Langon...

## Transport routier

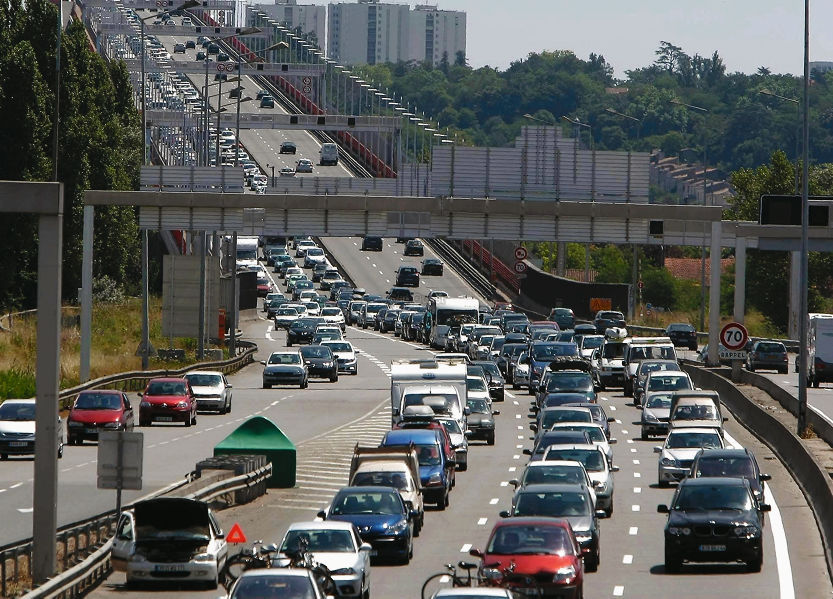
La rocade de Bordeaux sur l'une de ses sections les plus chargées, juste avant le pont d'Aquitaine.

### Infrastructures routières
L'agglomération bordelaise forme l'un des principaux nœuds autoroutiers du sud-ouest de la France. 
La rocade de Bordeaux, composée de l'autoroute A630 et de la route nationale 230, est au centre de ce nœud : destinée à la fois à relier entre elles les branches de l'étoile et à faciliter les déplacements à l'intérieur de la métropole, elle est l'une des rocades les plus embouteillées et les plus fréquentées de France, avec 144 000 véhicules/jour en 2019 sur son tronçon le plus chargé.
De Bordeaux rayonnent quatre autoroutes, dont trois se subdivisent avant la sortie du département, soit un total de sept autoroutes et voies rapides s'éloignant de Bordeaux :
- l'autoroute A10 (34 000 véhicules/jour à la limite du département en 2019 et jusqu'à 112 000 dans la métropole bordelaise[2]) relie Bordeaux au nord du département, à Saintes, au Grand Ouest et à Paris ;
- la route nationale 10 (25 000 véhicules/jour à la limite du département en 2019[2]), se sépare de la précédente dont elle constitue une alternative vers Paris, via Angoulême ;
- la route nationale 89 (63 000 véhicules/jour[2]), qui se prolonge au-delà de Libourne en autoroute A89 (15 000 véhicules/jour à la limite du département en 2019[2]), mène à Périgueux, Clermont-Ferrand et Lyon ;
- l'autoroute A62 (24 000 véhicules/jour à la limite du département en 2019[2]) se dirige vers Langon, Toulouse et la Méditerranée ;
- l'autoroute A65, qui se sépare de la précédente près de Langon, conduit à Pau ;
- l'autoroute A63 (35 000 véhicules/jour à la limite du département en 2019 et jusqu'à 70 000 dans la métropole bordelaise[2]) permet de rallier Bayonne et l'Espagne ;
- l'autoroute A660 (27 000 véhicules/jour[2]), embranchement de la précédente, mène à Arcachon.

### Transport collectif de voyageurs
Les cars régionaux Nouvelle-Aquitaine (anciennement TransGironde) desservent le département par une cinquantaine de lignes régulières d'autocars.

### Covoiturage et autopartage
La communauté urbaine de Bordeaux organisait un service d'autopartage de véhicules électriques baptisé BlueCub. Ce service a été arrêté en 2020.

## Transport ferroviaire

### Historique

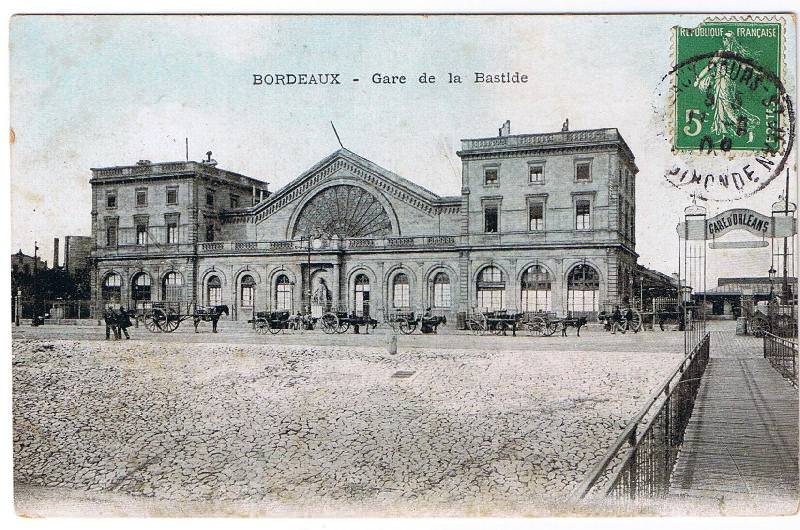
La gare de Bordeaux-Bastide, exploitée par la Compagnie du chemin de fer de Paris à Orléans et ouverte en même temps que la ligne vers Paris.

La ligne de Bordeaux à La Teste, premier chemin de fer du département, a ouvert dès 1841, onze ans avant la ligne vers Paris. La Gironde était située au carrefour des réseaux de plusieurs compagnies ferroviaires, dont la Compagnie du chemin de fer de Paris à Orléans, la Compagnie des chemins de fer du Midi et du Canal latéral à la Garonne et la Compagnie des chemins de fer des Charentes — le réseau de cette dernière, défaillante, est repris en 1878 par l'Administration des chemins de fer de l'État. C'est ainsi que Bordeaux comptera au XIXe siècle jusqu'à sept gares terminus différentes — les gares de Ségur, Bastide, Saint-Jean, Saint-Louis, Passerelle, État et Cadillac — pour autant de compagnies, un cas unique en France en-dehors de Paris.
À la fin du XIXe siècle, le chemin de fer d’intérêt général atteignait par de multiples lignes la plupart des villes et bourgs du nord-est du département, dont Blaye, Bordeaux, Castillon-la-Bataille, Créon, Coutras, Galgon, Langon, Libourne, Portets, La Réole, Saint-André-de-Cubzac, Saint-Savin, Sainte-Foy-la-Grande et Sauveterre-de-Guyenne. En revanche, le sud et l'ouest du département correspondant aux Landes de Gascogne, territoire qui était alors peu peuplé, n'étaient desservis que par trois lignes d'intérêt général menant à Bazas, à Biganos et Arcachon et à Macau, Pauillac, Lesparre et Le Verdon.
La Gironde a également été desservie dès les années 1870 par des chemins de fer d’intérêt local, dont la longueur totale approchera les 500 kilomètres à leur apogée et qui présentent la particularité d'avoir été pour la plupart construits à l'écartement normal, comme les lignes d'intérêt général. Le réseau le plus étendu est celui de la Société générale des chemins de fer économiques, qui dessert les régions rurales de Landes de Gascogne restées éloignées du chemin de fer d'intérêt général, ainsi que la rive droite de la Gironde : Andernos-les-Bains, Belin-Béliet, Bourg, La Brède, Hourtin, Lacanau, Lège, Saint-Ciers-sur-Gironde, Saint-Symphorien, Sainte-Hélène, Salles font partie des communes desservies par ce réseau. La ligne du Nizan à Luxey, la ligne de La Teste à Cazaux-Lac et la ligne de Margaux à Sainte-Hélène sont construites et exploitées par des petites compagnies spécifiquement créées. Le tramway de Bordeaux à Beychac-et-Caillau et le tramway de Bordeaux à Camarsac, à vocation périurbaine, sont initialement exploités par des compagnies isolées mais sont finalement absorbés par le tramway de Bordeaux. Le tramway de Bordeaux à Cadillac et les tramways électriques du Libournais seront, eux, construits à écartement métrique. Si certaines de ces lignes ont fermé dès les années 1930, d'autres ont survécu jusqu'aux années 1970.
La Compagnie des chemins de fer du Midi et du Canal latéral à la Garonne étant pionnière dans l'électrification de son réseau, certaines lignes de la Gironde sont électrifiées dès les années 1920. La ligne de Paris-Austerlitz à Bordeaux-Saint-Jean, l'une des plus performantes du réseau ferroviaire français, est à son tour électrifiée en 1938. Cette ligne est l'une des plus performantes de France, qui voit circuler des trains prestigieux reliant Bordeaux à la capitale, comme L'Étendard ou L'Aquitaine. Dans les années 1970, elle devient l'une des premières lignes exploitées à la vitesse commerciale de 200 km/h sur une grande partie de son parcours, et le TGV y circule à partir de 1990. Elle est enfin doublée en 2017 par la LGV Sud Europe Atlantique, qui met Bordeaux à un peu plus de deux heures de Paris. 
|                                |
| Le réseau ferroviaire en 1900. |

|                                             |
| Le réseau ferroviaire à son apogée en 1929. |

|                                     |
| Le réseau ferroviaire de nos jours. |

|                                                    |
| Carte animée de l’évolution du réseau ferroviaire. |

### Situation actuelle

#### Gares ferroviaires

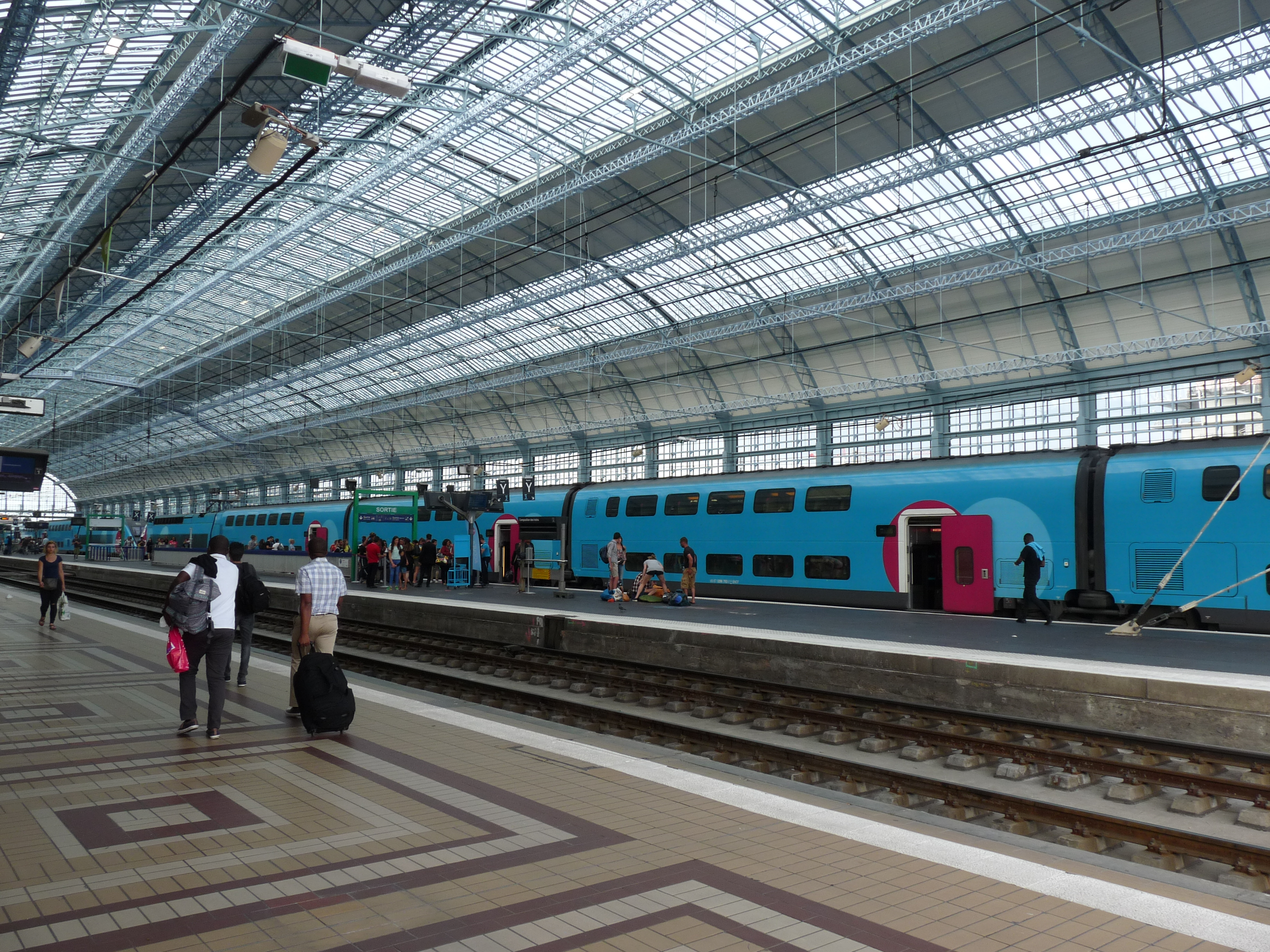
Rame TGV Ouigo sous la grande halle voyageurs de la gare de Bordeaux-Saint-Jean en 2017.

La principale gare de voyageurs de la Gironde est la gare de Bordeaux-Saint-Jean, qui, avec 17 676 000 voyageurs en 2019, est aussi la quatrième gare française hors Île-de-France. Au cœur d'un vaste projet d'aménagement urbain nommé Bordeaux-Euratlantique, cette gare est dotée de trois halls, huit quais et quinze voies à quai, et constitue le principal nœud ferroviaire du sud-ouest de la France.
Les autres gares du département ont une fréquentation beaucoup moins élevée, mais certaines ont toutefois un trafic significatif, notamment porté par les liaisons de et vers Bordeaux : les gares de Libourne et Arcachon ont une fréquentation annuelle entre 1 et 1,5 million de voyageurs en 2019, et celles de Pessac, Biganos-Facture, Langon, Cenon et Saint-André-de-Cubzac ont une fréquentation annuelle entre 0,5 et 1 million de voyageurs.

#### Lignes ferroviaires (infrastructures)
Autour du nœud ferroviaire de Bordeaux, dont la capacité a été augmentée dans le cadre du projet de suppression du bouchon ferroviaire de Bordeaux, s'organisent plusieurs axes ferroviaires, pour la plupart à double voie électrifiée. 
La ligne de Paris-Austerlitz à Bordeaux-Saint-Jean est depuis 2017 doublée par la LGV Sud Europe Atlantique, qui accueille la majorité du trafic TAGV (TGV inOui et Ouigo). De la première se détachent, à Libourne et Coutras respectivement, la ligne de Libourne au Buisson (vers Bergerac et Sarlat-la-Canéda) et la ligne de Coutras à Tulle (vers Périgueux, Brive et Limoges), non électrifiées.
Au sud de l'agglomération bordelaise, la ligne de Bordeaux-Saint-Jean à Sète-Ville (vers Agen, Toulouse et Marseille) et la ligne de Bordeaux-Saint-Jean à Irun (vers Dax, Bayonne et Pau, ainsi qu'Arcachon via l'antenne de Lamothe à Arcachon), à double voie électrifiée, voient circuler un trafic mixte de TAGV prolongés au-delà de Bordeaux vers Toulouse, Hendaye et Tarbes, de TER Nouvelle-Aquitaine périurbains ou de longue distance et d'Intercités pour la première. Leur doublement par des lignes à grande vitesse est envisagé dans le cadre du Grand projet ferroviaire du Sud-Ouest. 
La ligne de Ravezies à Pointe-de-Grave (reliée à Bordeaux-Saint-Jean par la ceinture de Bordeaux) a en revanche une vocation exclusivement régionale, pour la desserte du Médoc. La ligne de Chartres à Bordeaux-Saint-Jean, qui mène à Saintes, La Rochelle et Nantes, a vu son importance décliner dans la seconde moitié du XXe siècle, et a aujourd'hui une vocation principalement régionale malgré la circulation de quelques rames Intercités.

#### Liaisons commerciales voyageurs

##### TGV inOui
La gare de Bordeaux-Saint-Jean est reliée par de fréquentes rames TGV inOui à Paris-Montparnasse, mais aussi à Lille, Strasbourg, Toulouse, Hendaye et Tarbes. Les gares de Libourne, Facture-Biganos, La Teste et Arcachon accueille également de plus rares rames TGV inOui.
Les liaisons TGV inOui desservant le département sont :
- Bordeaux Saint-Jean - Paris-Montparnasse ; certains trains desservent en outre Libourne et une ou plusieurs gares entre Bordeaux et Paris, et certains trains sont initiés à Arcachon (l'été principalement), Hendaye, Tarbes ou Toulouse-Matabiau ;
- Bordeaux Saint-Jean - Lille-Europe ou Lille-Flandres ou Aéroport Charles-de-Gaulle 2 TGV ;
- Bordeaux Saint-Jean - Strasbourg-Ville ou Fribourg-en-Brisgau Hbf.

##### Ouigo
Les TGV Ouigo relient Bordeaux-Saint-Jean à Paris-Montparnasse et Tourcoing ; certains sont initiés à Toulouse-Matabiau.

##### Intercités
- Bordeaux Saint-Jean - Nantes ;
- Bordeaux Saint-Jean - Nîmes ou  Marseille Saint-Charles.

##### TER Nouvelle-Aquitaine
TER Nouvelle-Aquitaine est le réseau de transports en commun par rail et autocar organisé par le conseil régional de Nouvelle-Aquitaine. Certaines lignes routières et ferroviaires desservent le département.
| Dessertes TER Nouvelle-Aquitaine en Gironde (en 2017) | Dessertes TER Nouvelle-Aquitaine en Gironde (en 2017) | Dessertes TER Nouvelle-Aquitaine en Gironde (en 2017) | Dessertes TER Nouvelle-Aquitaine en Gironde (en 2017)                                                               |
| Départ                                                | Arrivée                                               | Principales gares intermédiaires                      | Lignes empruntées                                                                                                   |
| ----------------------------------------------------- | ----------------------------------------------------- | ----------------------------------------------------- | --- |
| Bordeaux                                              | Angoulême                                             | Libourne /Coutras                                     | Ligne de Bordeaux Saint-Jean à Paris-Austerlitz                                                                     |
| Bordeaux                                              | Saintes                                               | Saint-André-de-Cubzac                                 | Ligne de Chartres à Bordeaux Saint-Jean                                                                             |
| Bordeaux                                              | Limoges                                               | Périgueux                                             | Ligne de Bordeaux Saint-Jean à Paris-Austerlitz Ligne de Coutras à Tulle Ligne de Périgueux à Limoges-Bénédictins   |
| Bordeaux                                              | Brive                                                 | Périgueux                                             | Ligne de Bordeaux Saint-Jean à Paris-Austerlitz Ligne de Coutras à Tulle                                            |
| Bordeaux                                              | Sarlat                                                | Bergerac                                              | Ligne de Bordeaux Saint-Jean à Paris-Austerlitz Ligne de Libourne au Buisson Ligne de Siorac-en-Périgord à Cazoulès |
| Bordeaux                                              | Arcachon                                              | Biganos-Facture                                       | Ligne de Bordeaux Saint-Jean à Irun Ligne de Lamothe à Arcachon                                                     |
| Bordeaux                                              | Le Verdon                                             | Lesparre                                              | Ceinture de Bordeaux Ligne de Ravezies à Pointe-de-Grave                                                            |
| Bordeaux                                              | Mont-de-Marsan                                        | Morcenx                                               | Ligne de Bordeaux Saint-Jean à Irun Ligne de Morcenx à Bagnères-de-Bigorre                                          |
| Bordeaux                                              | Agen                                                  | Langon / Marmande                                     | Ligne de Bordeaux Saint-Jean à Sète-Ville                                                                           |
| Bordeaux                                              | Hendaye                                               | Dax / Bayonne                                         | Ligne de Bordeaux Saint-Jean à Irun                                                                                 |
| Bordeaux                                              | Tarbes                                                | Dax / Pau                                             | Ligne de Bordeaux Saint-Jean à Irun Ligne de Puyoô à Dax Ligne de Toulouse à Bayonne                                |

## Transport maritime

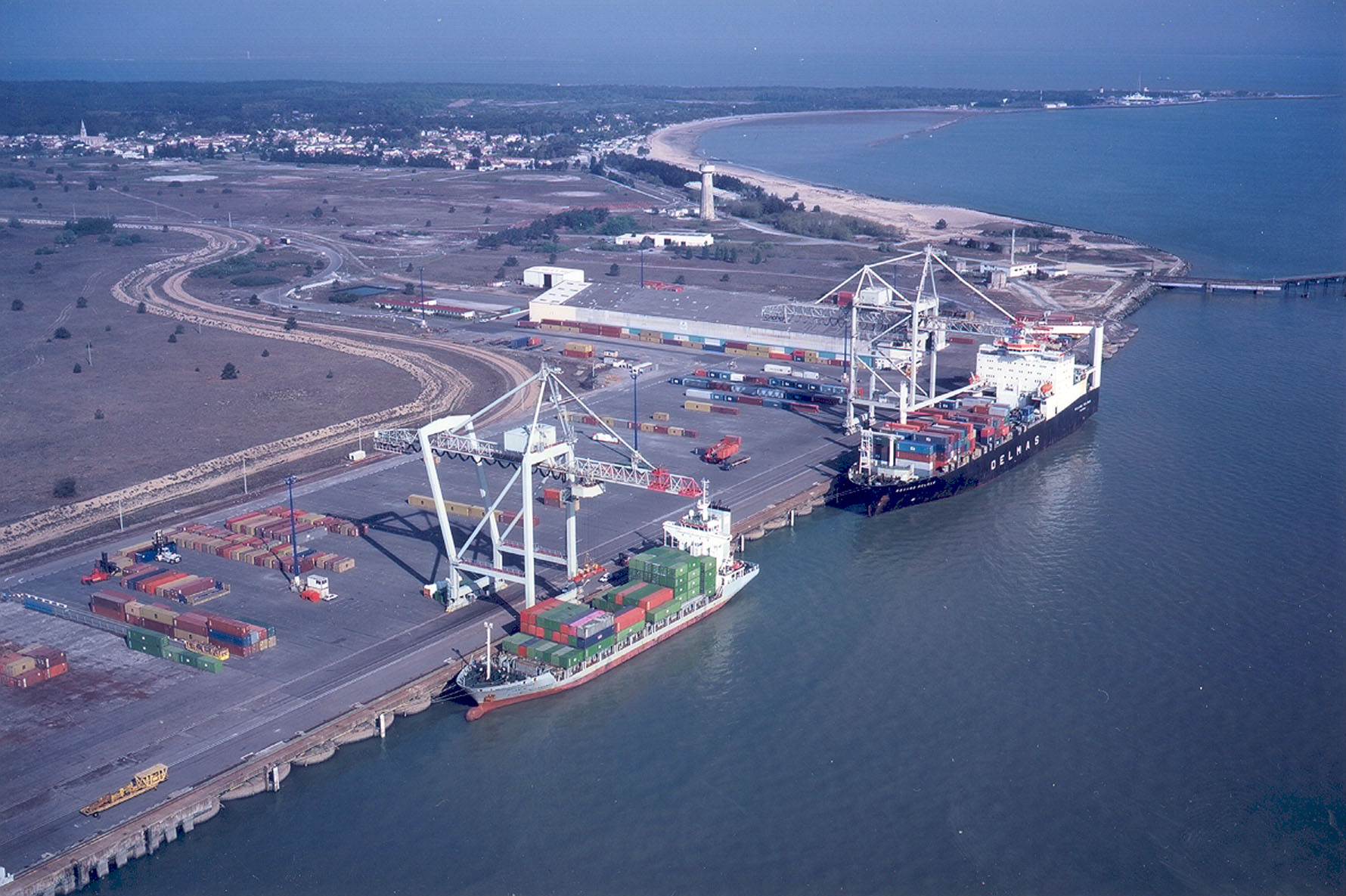
Deux portes-conteneurs le long des quais du port du Verdon, un des sites du grand port maritime de Bordeaux.

Le port de Bordeaux, qui a le statut de grand port maritime, dispose d'installations s'étendant sur une centaine de kilomètres le long de l'estuaire de la Gironde (jusqu'à son embouchure au Verdon), est en 2021 le 7e port de métropole par le volume de marchandises en transit. 
Plusieurs petits ports de plaisance jalonnent la côte atlantique : les plus importants sont ceux d'Arcachon et de Port-Médoc (au Verdon).

## Transport fluvial
La Garonne est navigable à grand gabarit (classe V CEMT à partir de Castets-en-Dorthe (près de Langon). 
En amont de Castets, le canal latéral à la Garonne n'est qu'au gabarit Freycinet (classe I), gabarit impropre à la navigation de la plupart des navires de commerce modernes, de même que la Dordogne et l'Isle (classe 0).

## Transport aérien
L'aéroport de Bordeaux-Mérignac, situé à l'ouest de l'agglomération, est en 2019 le 8e aéroport français avec 7 703 000 passagers. Il est relié à plusieurs dizaines de destinations françaises, européennes et méditerranéennes, ainsi que quelques destinations long-courrier.
Le département compte en outre pas moins d'une dizaine d'aérodromes, destinés à l'aviation légère de tourisme et de loisirs : Andernos-les-Bains, Arcachon - La Teste-de-Buch, Bordeaux - Léognan - Saucats, Bordeaux - Yvrac, Lesparre - Saint-Laurent-Médoc, Libourne - Artigues-de-Lussac, Montendre - Marcillac, La Réole - Floudès, Soulac-sur-Mer et Vendays-Montalivet.
La base aérienne 120 Cazaux, dans le sud-ouest du département, est l'une des plus importantes de l'Armée de l'air et de l'espace.

## Transports en commun urbains et périurbains
Bordeaux Métropole, la communauté d'agglomération du Libournais, la communauté d'agglomération Bassin d'Arcachon Sud et la communauté d'agglomération du Bassin d'Arcachon Nord sont autorités organisatrices de la mobilité sur leur territoire et organisent des services de transport dans leur ressort territorial. 

### Bordeaux
Transports Bordeaux Métropole (dit TBM) est un réseau de transport organisé par Bordeaux Métropole, desservant Bordeaux et sa métropole, composé de quatre lignes de tramway, d'une de bateau et de nombreuses lignes d'autobus.

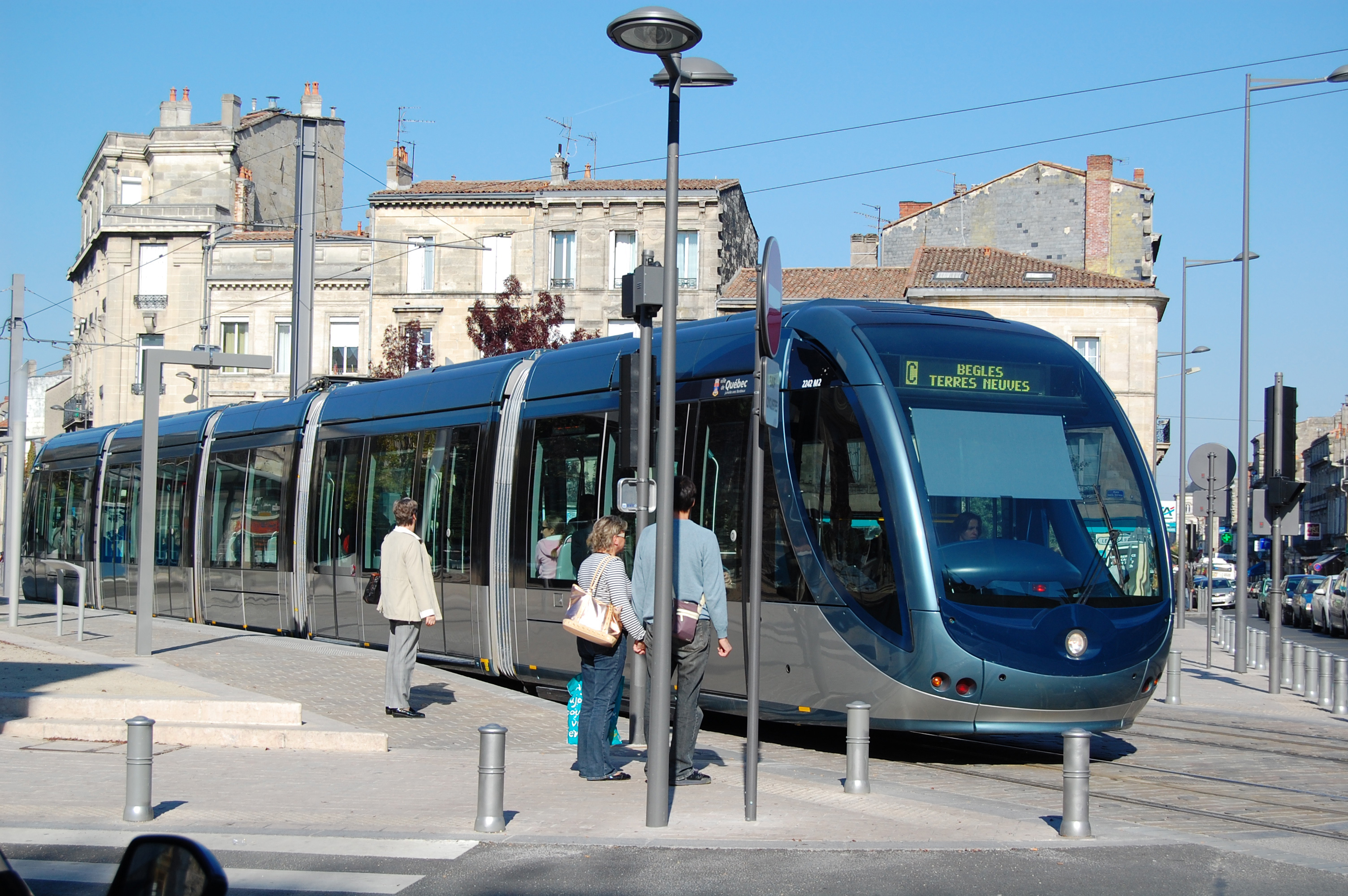
Tramway de Bordeaux
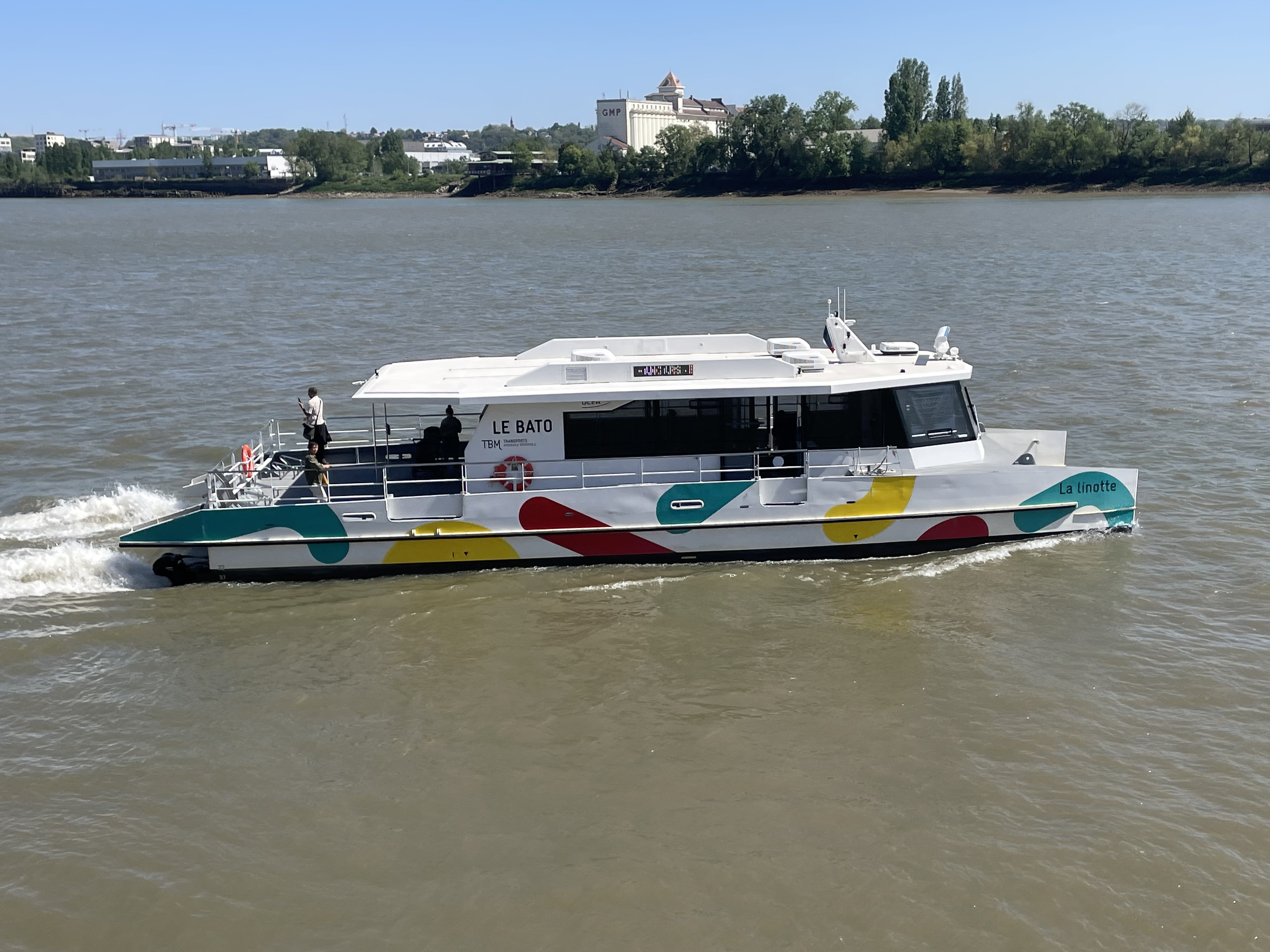
Le Bato
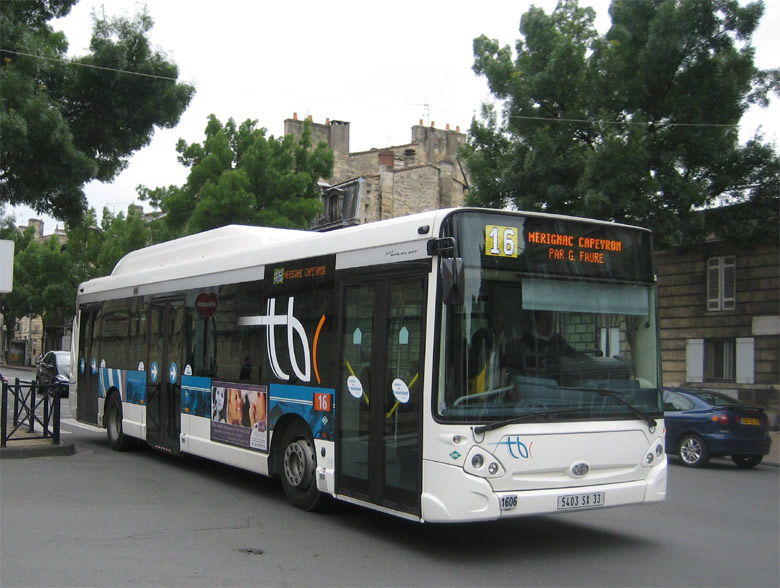
Autobus (ancienne livrée TBC)

L'ancien tramway de Bordeaux a circulé dans les rues de la ville de 1880 à 1958.

### Arcachon
Baïa est le réseau géré par la COBAS (Communauté d'agglomération Bassin d'Arcachon Sud) desservant les communes d'Arcachon, Gujan-Mestras, La-Teste-de-Buch et Le Teich depuis 2007. Il dispose de 5 lignes d'autobus passant notamment par les gares SNCF de chaque commune ainsi que d'un service de transport à la demande et de navettes Eho! assurant un transport de proximité.

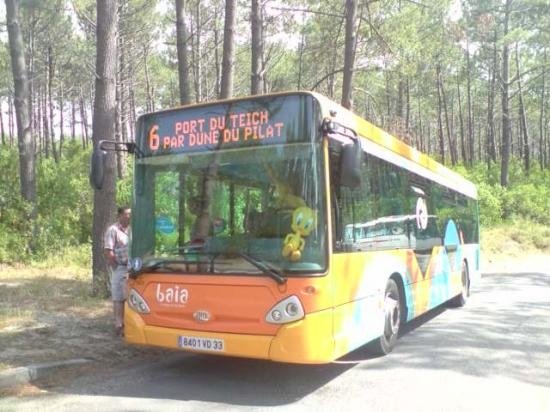
AutoBus Baïa
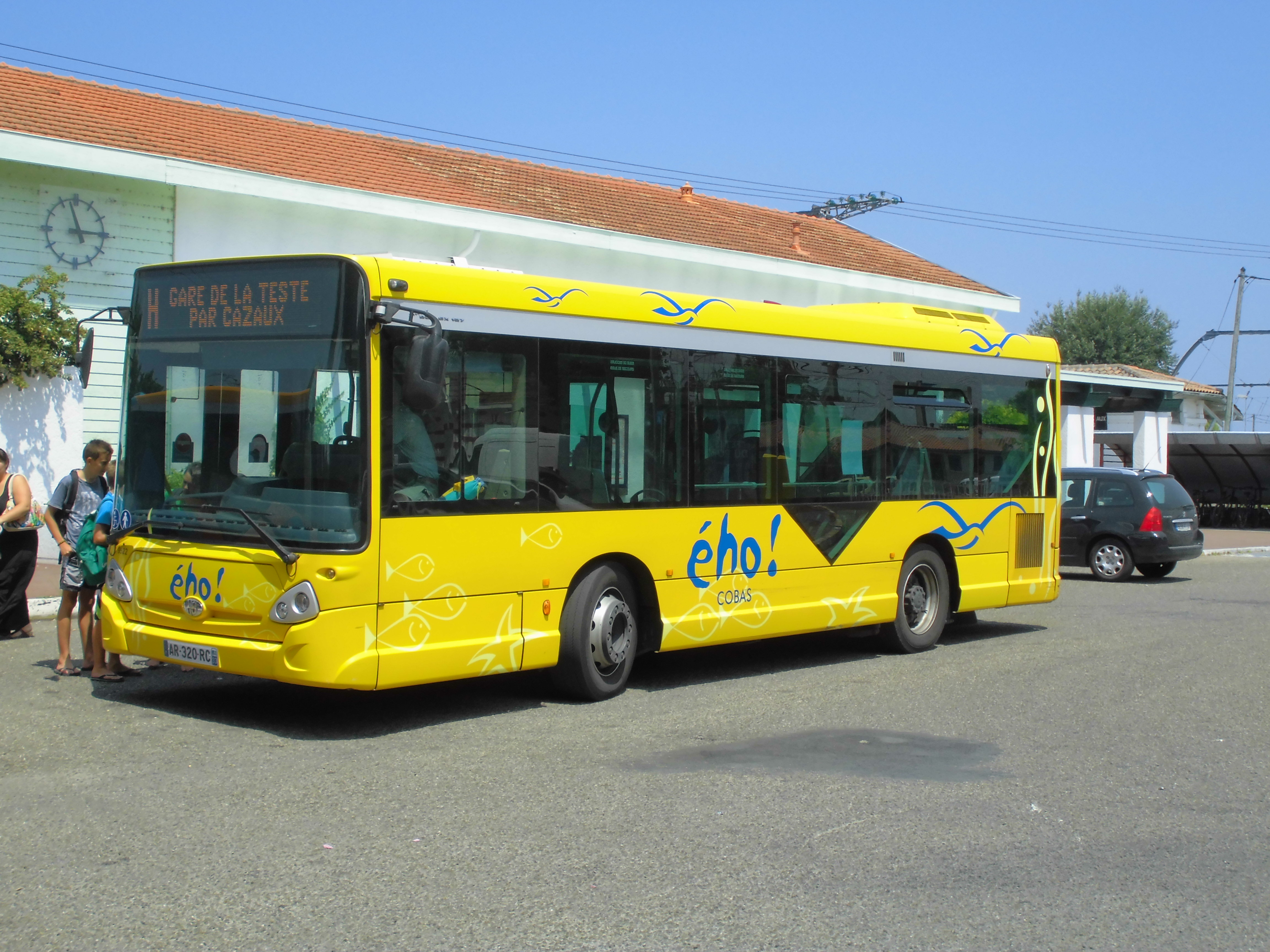
Navette Eho!

Le tramway d'Arcachon a desservi la ville de 1911 à 1930.

### Libourne
Calibus est un réseau composé de 5 lignes régulières auxquelles s'ajoutent 2 lignes scolaires desservant Libourne et son agglomération. Le réseau se nommait auparavant Libus. Son accès est gratuit pour tous les habitants de la CALI, la Communauté d'agglomération du Libournais. Du fait de l'extension du réseau, certaines lignes TransGironde (voir plus haut) sont devenues des lignes Cali.

Logo avant 2010
Logo actuel du réseau

### Nord du Bassin d'Arcachon
Alégo est le réseau de transport en commun desservant le Nord du Bassin d'Arcachon, mis en service le 2 septembre 2024. Il est composé de 8 lignes urbaines (numérotées de 1 à 10), 39 lignes scolaires, et d'une ligne estivale (nommée Océane).

## Modes actifs

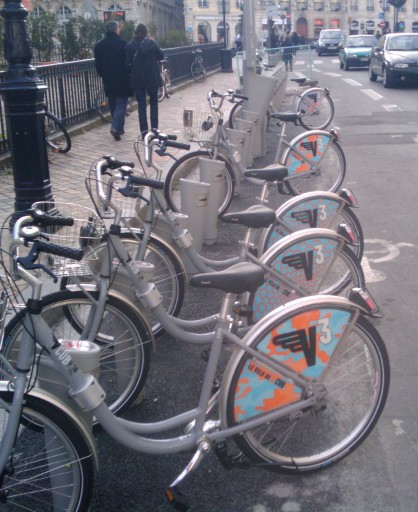
Vélos en libre-service du service VCub à Bordeaux.

Le département est traversé par plusieurs voies vertes, véloroutes et sentiers de grande randonnée.
Bordeaux Métropole organise un service de location de vélos en libre service baptisé VCub.